# Батман: Година първа (филм)
„Батман: Година първа“ (на английски: Batman: Year One) е анимационен супергеройски филм, базиран е на едноименната сюжетна арка в четири части, принтиран през 1987 г. Премиерата на филма е във Сан Диего Комик-Кон на 22 юни и е пуснат официално на 18 октомври 2011 г. Филмът е режисиран от Сам Лиу и Лорън Монтгомъри. Това е дванадесетият филм, пуснат под банера DC Universe Animated Original Movies, и е пуснат на DVD, Blu-ray и дигитално копие.